# Verlincthun
Verlincthun là một xã ở tại tỉnh Pas-de-Calais trong vùng Hauts-de-France của Pháp.

## Địa lý
Verlincthun có cự ly khoảng 9 dặm (14 km) về phía đông nam Boulogne, tại giao lộ của các tuyến đường D215 và D239..

## Dân số
| 1962                                                         | 1968 | 1975 | 1982 | 1990 | 1999 | 2006 |
| ------------------------------------------------------------ | ---- | ---- | ---- | ---- | ---- | ---- |
| 266                                                          | 278  | 245  | 263  | 298  | 311  | 364  |
| Số liệu điều tra dân số từ năm 1962: Dân số không tính trùng |      |      |      |      |      |      |

## Địa điểm nổi bật
- Nhà thờ St.Wulmer, thế kỷ 16.